# St. Wendelin (Gronau)

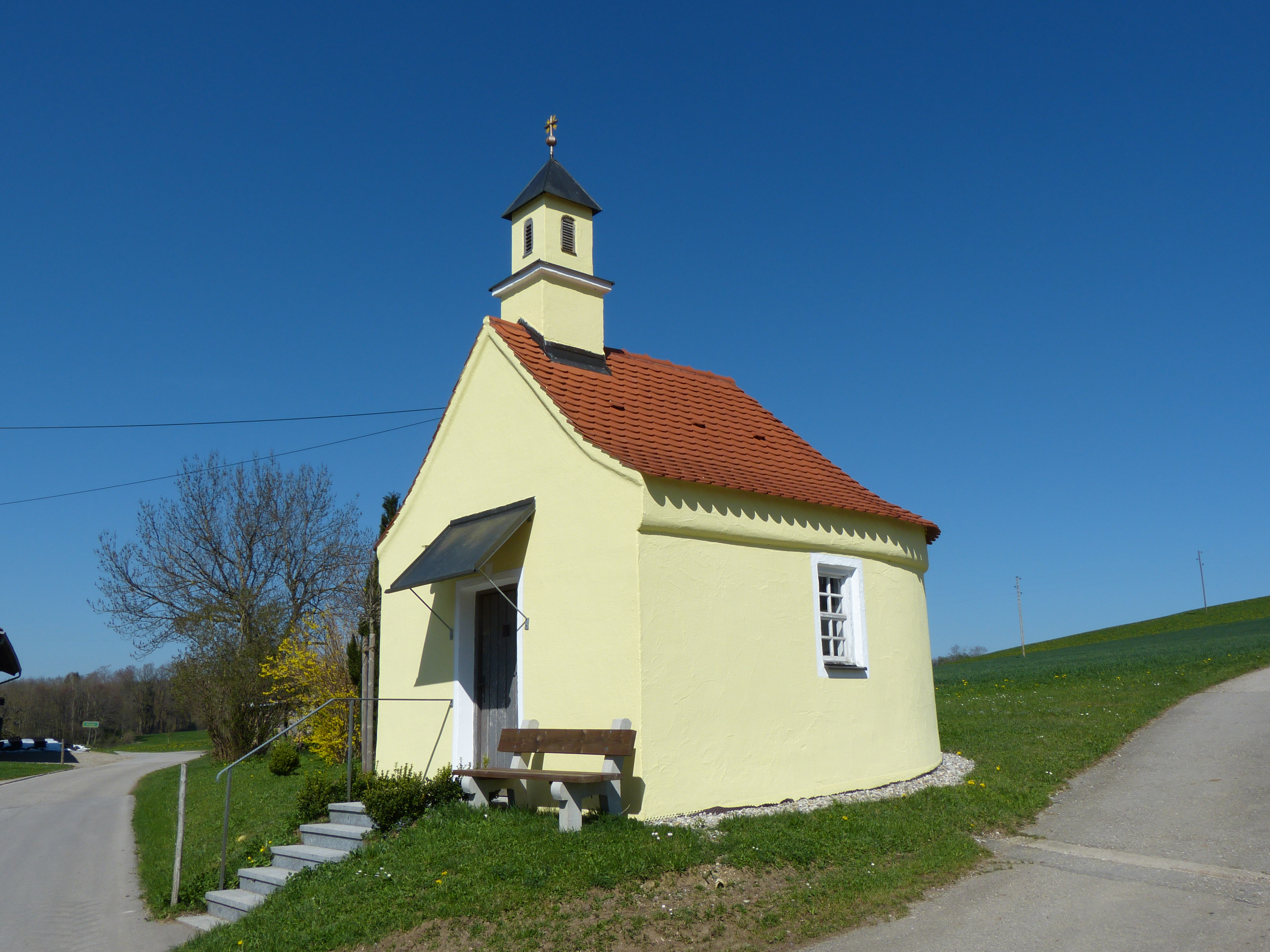
St. Wendelin in Gronau

Die römisch-katholische Kapelle St. Wendelin in Gronau, einem Ortsteil von Stetten im Landkreis Unterallgäu, Bayern gehörte bis 1923 zur Pfarrei Mindelheim und wechselte danach in die Pfarrei Erisried. Von Erisried wurde Gronau bereits seit dem 17. Jahrhundert pastoral betreut. Matthias Kreutzer aus Dirlewang errichtete 1823 die unter Denkmalschutz stehende Kapelle.

## Baubeschreibung

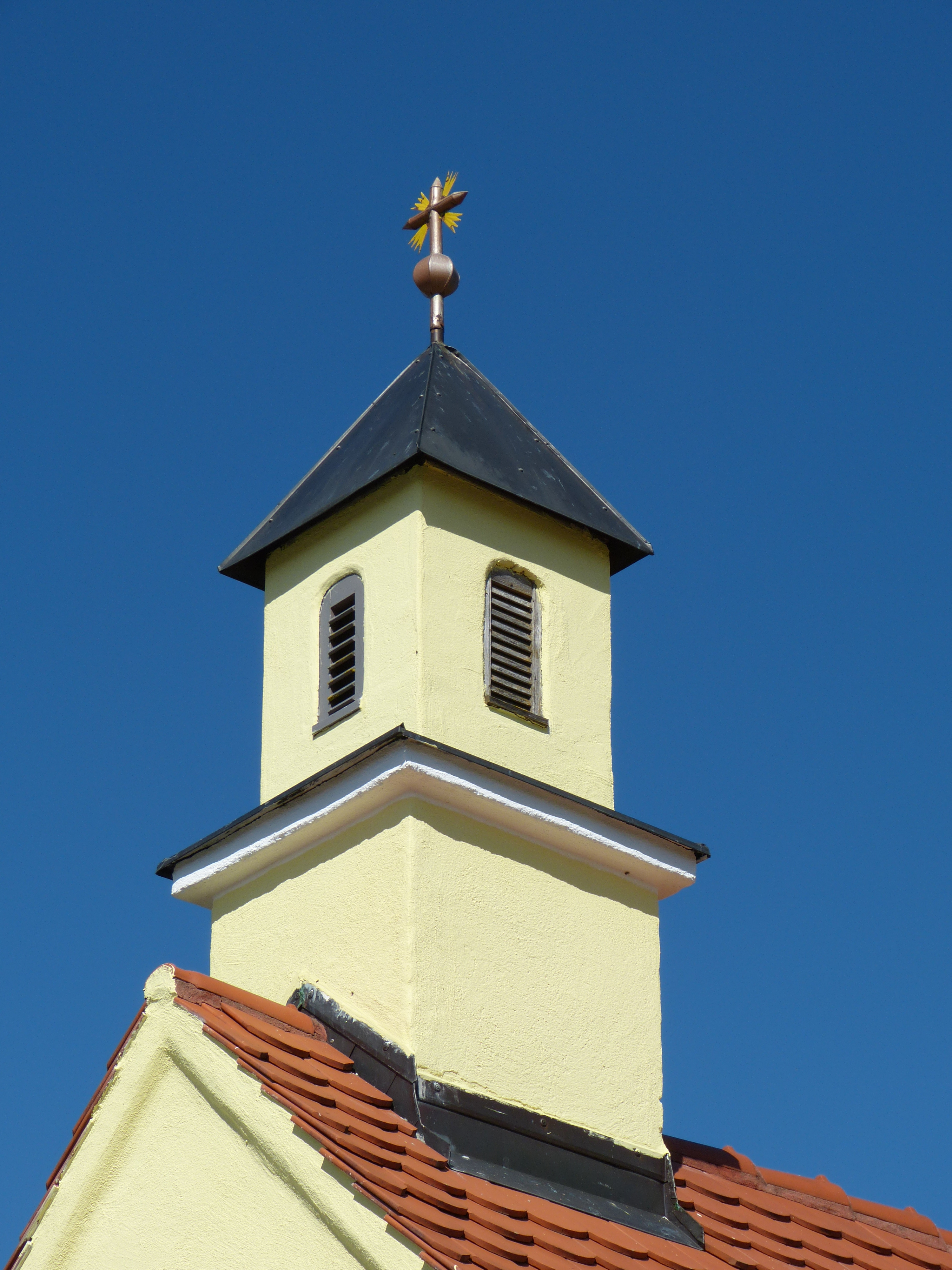
Dachreiter über dem Westgiebel

Das kleine Kirchengebäude ist ein flachgedeckter Bau, dessen Apsis halbrund geschlossen ist. An beiden Längsseiten befindet sich jeweils ein rechteckiges Fenster, der Zugang zur Kapelle erfolgt durch eine rechteckige Tür an der Westseite. Außen sind ein flach vorkragendes Traufgesims und profilierte Giebelschrägen. Über dem Westgiebel befindet sich ein quadratischer Dachreiter mit Gesims. Im Oberteil des Dachreiters sind kleine Rundbogenöffnungen vorhanden. Gedeckt ist der Dachreiter mit einem Zeltdach.

## Ausstattung
Der gefasste Holzaltar stammt aus dem 19. Jahrhundert und ist in einer spätklassizistisch-neuromanischen Mischform ausgeführt. Der Altar besitzt einen Kastenstipes. Das auf Holz gemalte Altarbild darüber zeigt den hl. Wendelin. Flankiert ist es von toskanischen vorgestaffelten Innensäulen und zurückgestaffelten Außensäulen. Abgeschlossen ist der Altaraufbau mit einem eingezogenen rechteckigen Giebel. Das Vortragekreuz mit kleinem Corpus mit Wundmalen stammt aus der Mitte des 18. Jahrhunderts. Das Gestühl wurde im 18. oder 19. Jahrhundert geschaffen. Es besitzt geschweifte Brettwangen.

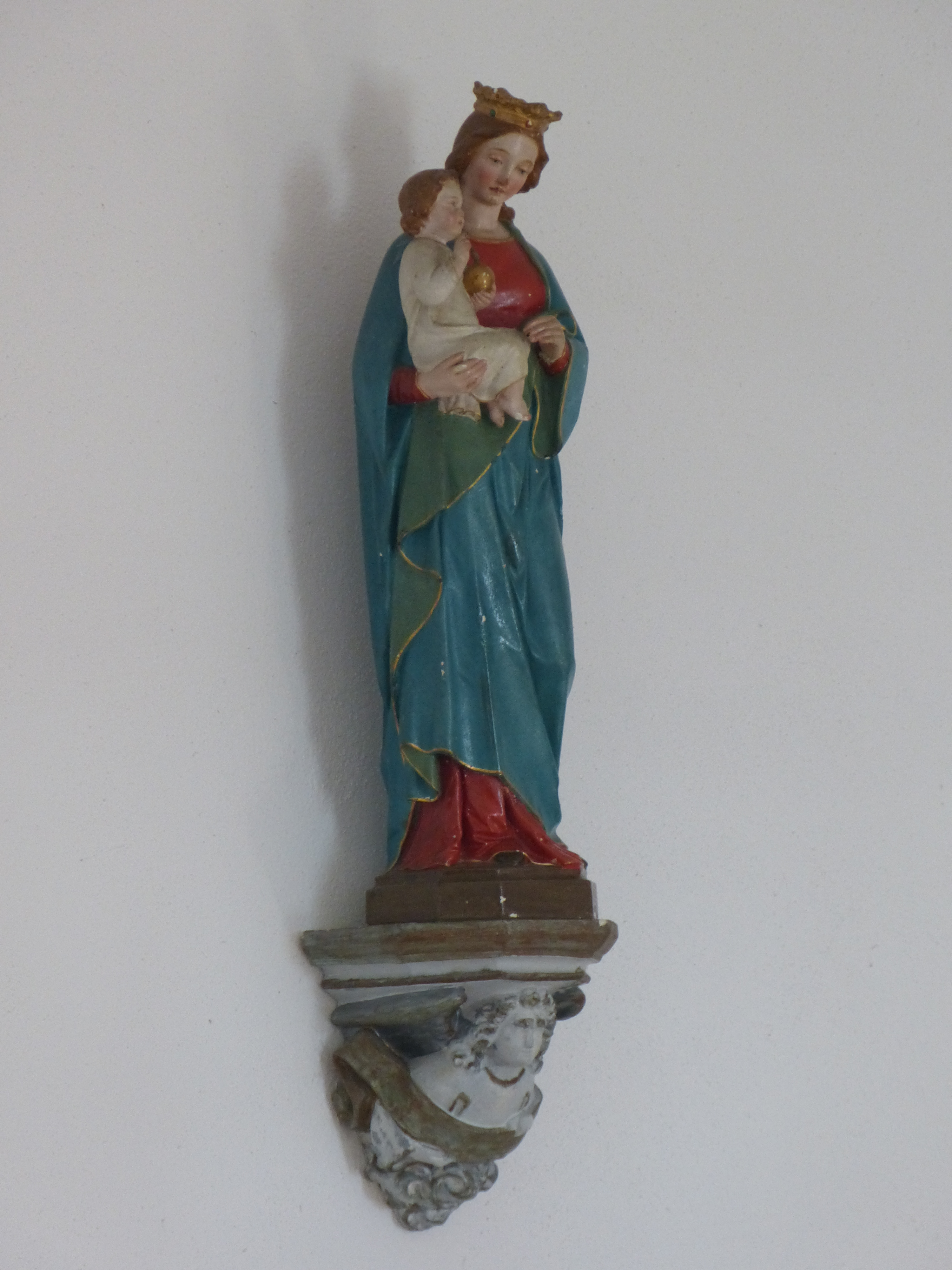
Marienfigur
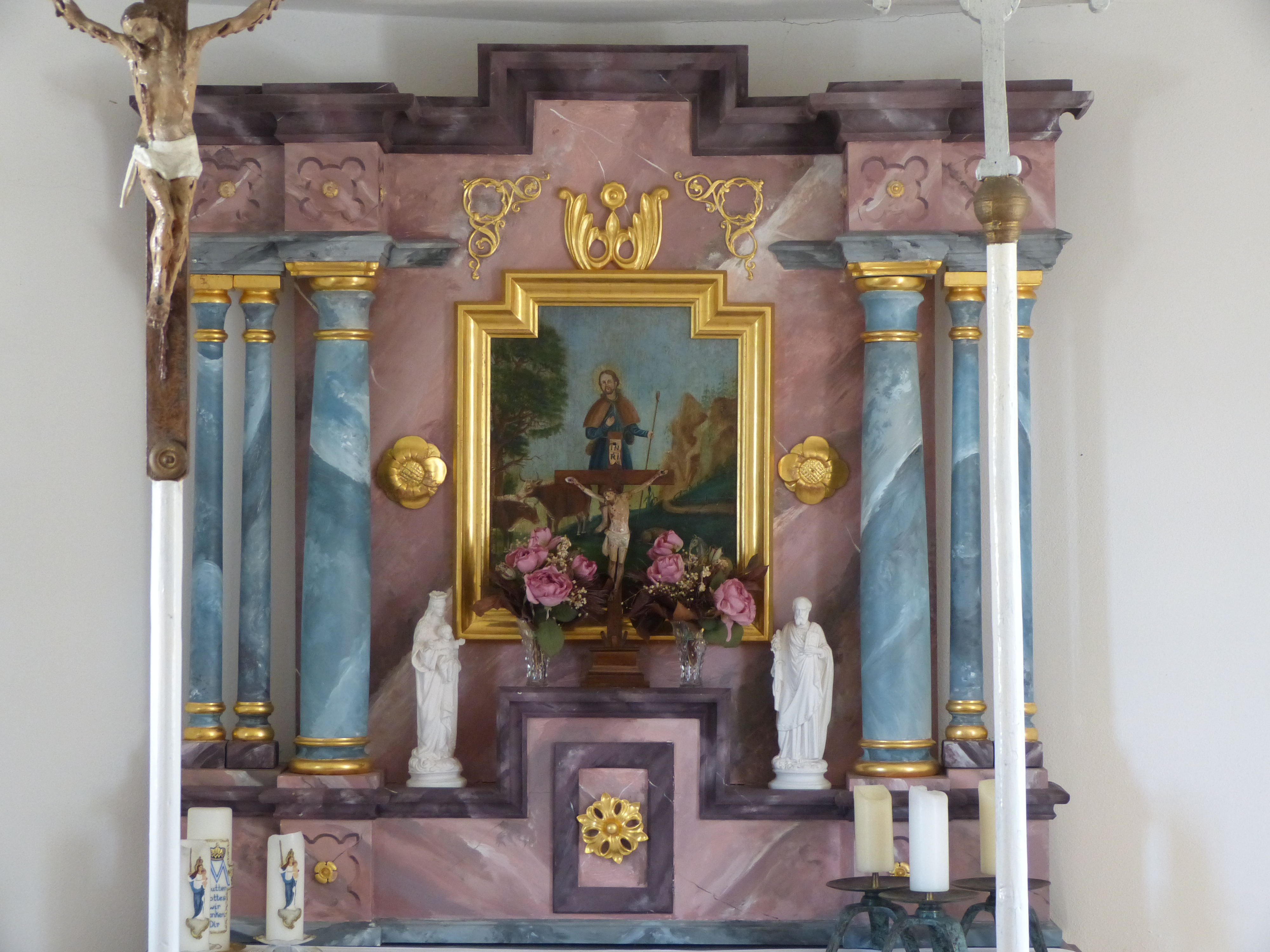
Altar
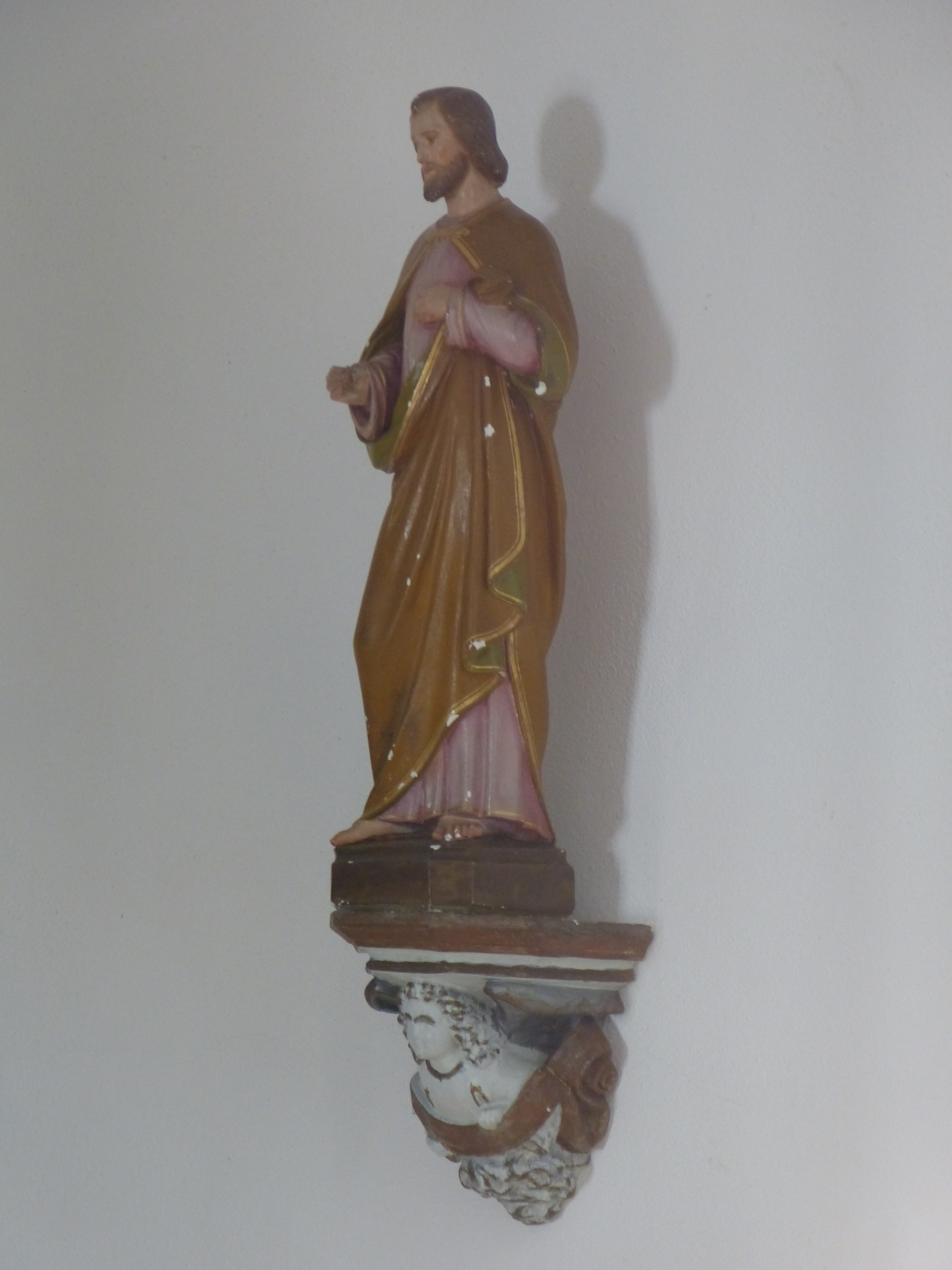
Josefsfigur